# 郑林生
郑林生（1922年10月24日—），男，广东中山人，中国实验物理学家，曾任中国科学院高能物理研究所研究员，中国高能物理学会理事长，中国物理学会理事。